# عدنان الغزالي
عدنان غازي الغزالي (1937)، شاعر عراقي. ولد في مدينة سدة الهندية من محافظة بابل. مجاز في التربية وعلم النفس من جامعة بغداد. عمل في الصحافة مديرًا لتحرير مجلة الرائد. كتب الشعر ونشره في الصحف، ويدور أغلبه في محور العاطفة والوجدان والغزل حتى عرف بالشاعر الغزلي. من دواوينه الشعرية عبير وزيتون 1966 وأرجوحة في عرس القمر 1972 والعودة إلى مرافئ الحلم 1987 والصهيل 1988 والطريق إلى غابة الشمس. وله كتاب بعنوان الغزل في شعر كربلاء المعاصر.

## سيرته
ولد عدنان غازي خضر جاسم حسين الغزالي سنة 1937م / 1356 هـ في مدينة سدة الهندية من محافظة بابل العراقية. أكمل دراسته الابتدائية فيها والثانوية ودار المعلمين الابتدائية في كربلاء وتخرج فيها سنة 1959. ثم واصل تعليمه الجامعي في بغداد حيث تخرج في كلية الآداب بجامعة المستنصرية سنة 1967 بعد حصوله على بكالوريوس التربية وعلم النفس. مارس التدريس والإرشاد التربوي والصحافة حيث كان يعمل مديراً لتحرير مجلة الرائد.

ْيعيش في حي المعلمين بكربلاء.

## شعره
كتب الشعر ونشره في الصحف، ويدور أغلبه في محور العاطفة والوجدان والغزل حتى اشتهر بين أوساط مدينته وعرف بالشاعر الغزلي، ونظم الشعر بشكلية، العمودي والحر. ويعتمد أيضا على الأسلوب القصصي. 

قال عنه شكر حاجم الصالحي : «يغوص الشاعر عدنان الغزالي في أعماق التاريخ العربي مستحضراً شواهد البطولة والشهادة والشموخ المبثوثة في صفحات ذلك التراث المتراكم عبر حقب بعيدة ليؤكد من خلال كل ذلك إن الإنسان العربي المعاصر ما هو إلا الوريث الشرعي لكل تلك المعطيات المشرقة».

## مؤلفاته
من دواوينه الشعرية:
- أرجوحة في عرس القمر، 1972
- العودة إلى مرافئ الحلم، 1987
- الصهيل، 1988
- الطريق إلى غابة الشمس،
- مع الليل،
- وبالورود ننتصر ، 2001 .
- الصعود إلى ضفة الجرح،2008.
- تداعيات وردة الدم، 2003.
- وطني وردة الحلم، 2012.

ومن مؤلفاته:
- الغزل في شعر كربلاء المعاصر، 1963
- عينان على الطريق، نثر فني